# ウッシタ
ウッシタ（伊: Ussita）は、イタリア共和国マルケ州マチェラータ県にある、人口約400人の基礎自治体（コムーネ）。

## 地理

### 位置・広がり
マチェラータ県のコムーネ。県都マチェラータから南南西へ47kmの距離にある。

#### 隣接コムーネ
隣接するコムーネは以下の通り。括弧内のFMはフェルモ県所属を示す。
- フィアストラ
- ボロニョーラ
- カステルサンタンジェロ・スル・ネーラ
- モンテフォルティーノ (FM)
- ピエーヴェ・トリーナ
- ヴィッソ

### 気候分類・地震分類
ウッシタにおけるイタリアの気候分類 (it) および度日は、zona E, 2510 GGである。
また、イタリアの地震リスク階級 (it) では、zona 2 (sismicità media) に分類される。

## 行政

### 分離集落
ウッシタには、以下の分離集落（フラツィオーネ）がある。
- Fluminata, Pieve, Sasso, Vallazza, Capovallazza, Tempori, Vallestretta, Calcara, S. Eusebio, Castel Fantellino, Sorbo, Cuore di Sorbo, Frontignano, Sammerlano, Casali, San Placido, Pian dell'Arco

## 人物

### 著名な出身者
- ピエトロ・ガスパッリ（英語版） - 19-20世紀の聖職者・教会法学者・外交官。枢機卿。